# Charles Hedger
Charles Hedger (født 18. september 1980) er en guitarist i heavy metal-bandet Cradle of Filth (siden 2005).